# Franz Daser
Franz Paul Daser (* 1. Oktober 1805 in Ebingen; † 22. April 1892 in Stuttgart) war ein deutscher Verwaltungsbeamter.

## Leben
Der Sohn eines Konditors besuchte die Lateinschule in Ebingen und arbeitete anschließend bei verschiedenen Stellen als Schreibereigehilfe. 1830 legte er die Dienstprüfung für den höheren Verwaltungsdienst ab. Daser wurde 1830 Aktuar beim Oberamt Welzheim, 1832 beim Oberamt Öhringen, 1833 Kanzleiassistent bei der Regierung des Jagstkreises in Ellwangen, 1837 Revisor bei der Regierung des Neckarkreises in Ludwigsburg, 1842 Oberamtsverweser und 1843 Oberamtmann des Oberamts Nagold sowie 1848 Oberamtmann des Oberamts Maulbronn, 1876 trat er in den Ruhestand.

## Auszeichnungen
- Ritterkreuz 1. Klasse des Friedrichs-Ordens.